# 臺中市立東山高級中學

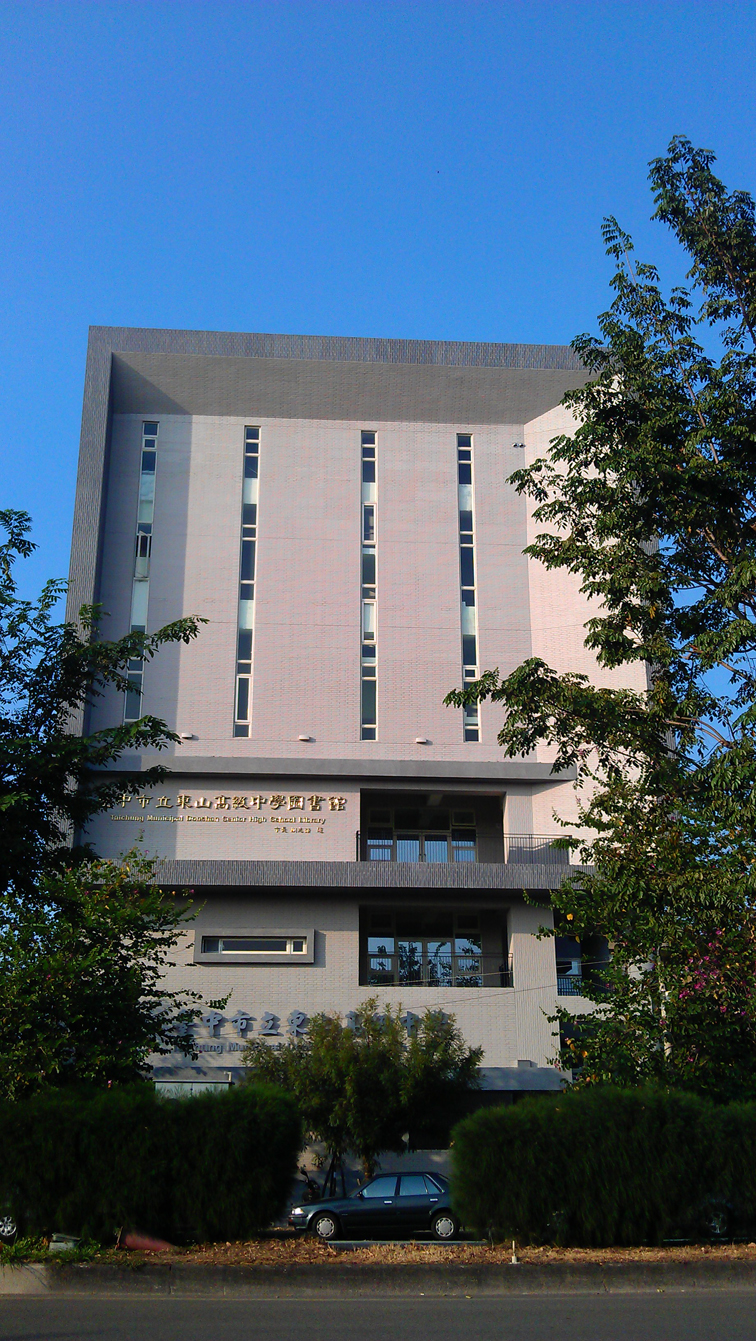
東山高中圖書館

臺中市立東山高級中學，簡稱東山高中、DSSH，是臺灣臺中市北屯區內的一所市立完全中學，1970年創校時為「臺中市立第六國民中學軍功分部」。

## 校史
1970年8月創校，初名為「臺中市立第六國民中學軍功分部」。
1971年8月，更名為「臺中市立北新國民中學軍功分部」。
1974年7月1日，合併軍功國小成立九年一貫制學校，改制為「臺中市立東山國民中小學」。
1980年8月，國中小分離，改制為「臺中市立東山國民中學」。
1999年9月21日發生九二一大地震，因校舍位於斷層帶上，校舍嚴重損毀，必須重建，借用三光國中教室上課。
1999年，搬至國防部大坑營區簡易教室上課。
2001年，搬至太原路旁新校舍。
2009年8月，增加高中部而改制為「臺中市立東山高級中學」。
2022年，新增雙語實驗班。

## 歷任校長
國民中學時期
1. 柯明堂：1974年7月1日－1975年7月（教育局督學代理）
2. 蔡本全：1975年7月－1980年8月15日
3. 田翠亨：1975年7月－1986年8月12日
4. 郭璧珪：1986年8月12日－1991年2月23日
5. 陳振北：1991年2月23日－1996年1月24日
6. 劉穎慶：1996年1月24日－2002年9月17日
7. 王沛清：2002年9月17日－2009年7月31日

完全中學時期
1. 王沛清：2009年8月1日－2016年7月31日
2. 郭鴻耀：2016年8月1日－2022年7月31日
3. 翁文修：2022年8月1日－現任

## 象徵

### 校徽
學校改制高中的新校徽是經由高中部美術教師李明音老師，應用具象表徵和抽象意念，以視覺藝術的觀點設計校徽，作為未來東山高中的CIS。

### 校服
由東山高中廖瑛娜主任及家政科教師蔡珍玫老師共同設計

## 班級概況
- 全校共計97班

國中部
- 普通班：62班
- 體育班：3班
- 資源班：1班

高中部
- 普通班：24班
- 體育班：6班

## 運動校隊
東山高中體育班總共有男籃、女排、女壘、競技啦啦隊、游泳、高爾夫、韻律體操、桌球、網球、劍道等十個項目。

### 男籃隊
男子籃球隊成立於2009年。98至104年學度，兩次挑戰甲級都在資格賽淘汰。105年學度，在綽號為「螞蟻」的廖覎鋕教練帶領下，首度闖進HBL8強，至今為止連續5年打進八強，最好成績是106、108學年度第四名。
| 學年度    | 級別 | 成績   |
| --------- | ---- | ------ |
| 105學年度 | 甲級 | 第五名 |
| 106學年度 | 甲級 | 第四名 |
| 107學年度 | 甲級 | 第六名 |
| 108學年度 | 甲級 | 第四名 |
| 109學年度 | 甲級 | 第八名 |
| 113學年度 | 甲級 | 第八名 |

### 女排隊
女子排球隊成軍於100學年度，首年挑戰HVL甲級就奪得第七名，101和102年學年度達成連霸，接下來兩年陸續於冠軍戰敗給華僑高中和中山工商屈居亞軍，105學年度打敗衛冕軍中山工商重返榮耀奪冠。本校女排隊成立原因為，新民高中女排隊於98學年度HVL賽事解散，導致雙十國中女排隊員畢業後須至外縣市就學，時任東山高中校長王沛清和雙十國中校長莊煥綱是好友，加上指導雙十國中女排隊的前國手買謙宗，希望選手能續留台中，該項理念受到王沛清認同，因而促成本隊成立。
| 學年度 | 100學年度 | 101學年度 | 102學年度 | 103學年度 | 104學年度 | 105學年度 | 106學年度 | 107學年度 | 108學年度 | 109學年度 | 110學年度 | 111學年度 | 112學年度 | 113學年度 |
| ------ | --------- | --------- | --------- | --------- | --------- | --------- | --------- | --------- | --------- | --------- | --------- | --------- | --------- | --------- |
| 名次   | 第七名    | 第一名    | 第一名    | 第二名    | 第二名    | 第一名    | 第一名    | 第一名    | 第三名    | 第二名    | 第三名    | 第二名    | 第一名    | 第一名    |

## 外部連結
- 臺中市立東山高級中學 （页面存档备份，存于）